# Bétera
Bétera ist eine Stadt in der spanischen Provinz Valencia und liegt ca. 15 Kilometer von Valencia entfernt. Mit 27.584 Einwohnern (Stand: 2024) zählt Bétera zu den größeren Orten in der Valencianischen Gemeinschaft. Bekannt in der Nähe ist der Club de Golf Escorpion mit der Torre en Conill, einer Siedlung des Golfclubs.
Bétera teilt sich in folgende Bezirke auf:
- El Baró
- La Mallà
- Mallaetes
- Masia Arnal
- Mas Camarena
- La Providència

Bétera liegt an der E-901 Valencia-Madrid.
Die Linie 1 der Metro Valencia endet in Bétera.

## Militärflugplatz
Im Norden des nördlichen Ortsteils La Mallà befindet sich ein kleinerer Militärflugplatz der spanischen Heeresflieger (Fuerzas Aeromóviles del Ejército de Tierra - FAMET), die Base Bétera.